# コムレイド
株式会社コムレイドは、東京都新宿区に本社があるIT企業。

## 概要
企業に対して、セキュリティ機器・複合機などをはじめとするOA / IT製品、ネットワーク構築、オフィスの設計から内装まで、オフィスに関わるインフラをワンストップで総合的に提供する中小企業のオフィスアドバイザーである。

## 事業内容
■OA / IT機器等の企画・販売・施工
複合機の販売、施工／ビジネスフォンの販売、施工／セキュリティ機器の販売、施工／サーバーの販売、施工／防犯カメラ、ネットワークカメラの施工、販売／メーカー製PCの施工、販売
■アウトソーシング、保守サポート
ネットアウト（ネットワークアウトソーシング）／OA機器の保守点検／OA機器のトラブルサポート
■動画制作・動画広告事業
YouTube広告・Instagram広告／企業・店舗イメージムービー制作
■クラウドアプリケーション
予約システムの販売／POSシステムの販売／クラウドサービスの企画・運営・制作／コーポレートサイト制作／WEB保守業務／ECサイト、ネットショップの制作／レンタルサーバー、プロバイダー
■オフィス設計、内装、移転
オフィスの物件探し／引っ越し作業／設計、内装工事／オフィス家具・店舗什器の販売・設置／現状回復工事
■教育事業（幼児・小学生向けスポーツ教室）
幼児・小学生向けのスポーツ教室展開
■人材派遣事業
携帯ショップ、システムエンジニア等の人材派遣
■アライアンス
代理店事業／取次店事業
■光回線
コムレイド光

## 沿革
2016年（平成28年）3月  株式会社コムレイド設立
2016年（平成28年）12月 NTT東日本の光回線サービス「コムレイド光」を開始
2017年（平成29年）3月  資本金を50百万円に増資、アライアンス事業を開始
2017年（平成29年）9月  業務拡大のため本社事務所を東京都新宿区西新宿8丁目に移転
2017年（平成29年）10月  ネットワークアウトソーシング事業及び飲食店向けクラウドアプリケーション事業を開始
2018年（平成30年）4月 名古屋支店を開設
2019年（平成31年）3月 動画制作、広告配信サービス「＠ムービー」を開始
2019年（令和元年）5月 仙台支店を開設
2021年（令和3年）4月　教育事業（幼児・小学生向けスポーツ教室）及び派遣事業を開始
2022年（令和4年）2月　業務拡大のため東関東事業所（秋葉原拠点）を開設
2022年（令和4年）3月　グループ会社''株式会社コムレイド経営コンサルティングパートナー''を設立
2023年（令和5年）3月　大阪支店を開設

## 関連会社
■株式会社コムレイド経営コンサルティングパートナー
事業計画書作成、各種補助金申請サポート等の事業コンサルサービスを実施。